# Адума
Адума — народ, проживающий в Габоне. Относятся к семье банту. Их исконная территория — южный берег верховий реки Огове, в окрестностях города Ластурвиль, который первоначально был деревней адума.
Традиции адума говорят, что они пришли с востока, спускаясь по реке Себе. Адума всегда славились своими лодками и были известны как отличные гребцы. В колониальные времена адума продавали рабов, получая взамен от европейцев оружие и одежду. Позже, после основания торговой фактории в Ластурвиле, адума были вовлечены в торговлю каучуком, слоновой костью и эбеновым деревом.
В 1970-е годы многие адума переселились вниз по реке Огове и в Порт-Жантиль.